# Гранквист, Ида
Ида Гранквист (швед. Ida Granqvist; 12 ноября 1872, Скараборг — 10 марта 1949, Гётеборг) — шведская поэтесса, переводчица и миссионер.

## Биография и творчество
Ида Гранквист родилась 12 ноября 1872 года. Она была младшим ребёнком пастора Юханнеса Гранквиста и его жены Иды. В 1900 вышел первый поэтический сборник Иды Гранквист «Dröm». Годом ранее она получила второй приз Шведской академии за цикл песен «Gransus». Всего за свою жизнь поэтесса опубликовала 26 стихотворных сборников, преимущественно на религиозные темы. Некоторые её произведения переводились на другие языки, включая немецкий и норвежский.
В 1901 году Ида Гранквист получила специальность органистки. В 1907 году она присоединилась к миссионерской организации и с 1908 года вела миссионерскую деятельность в Южной Африке. Гранквист была миссионером в Африке дважды: с 1908 по 1915 и с 1921 по 1928 год. Кроме того, она работала в школах и сиротских приютах, а в 1915—1916 годах была секретарём Шведской женской миссионерской ассоциации (Svenska kvinnors missionsförening).
Выступая на конференции в Эребру и рассказывая о своей деятельности в Африке, Ида Гранквист навлекла на себя критику церкви. На этой конференции она была единственной женщиной и говорила, стоя за церковной кафедрой, что напоминало чтение проповеди — занятие, недопустимое для женщины. Впоследствии Ида признавалась, что ей действительно хотелось бы стать священником. Миссионерская деятельность давала женщинам возможность частично осуществить то, чего они заведомо были лишены: проводить церковные службы и произносить проповеди.
Во время второго периода своей миссионерской деятельности в Африке Ида Гранквист заинтересовалась музыкальной культурой зулусов. Она записала и привезла с собой в Швецию большое количество зулусских гимнов. Кроме того, она переводила английские, немецкие и шведские гимны на зулу. Более того, она создала на этом языке ряд собственных гимнов. В общей сложности её переводы и тексты собственного сочинения на языке зулу составляют около 500. В 1936 году сборник этих гимнов, озаглавленный «Trospsalmer», был издан в Швеции.
Из-за проблем со здоровьем Ида Гранквист была вынуждена в 1928 году покинуть Африку. Однако почти до самой смерти она продолжала работать в миссионерских организациях Уппсалы и Гётеборга.
Ида Гранквист умерла в Гётеборге в 1949 году.